# Схаутен, Ирен
Вилхелмина Ирене Схаутен (нидерл. Wilhelmina Irene Schouten; род. 21 июня 1992, Андейк, Северная Голландия) — нидерландская конькобежка, 3-кратная олимпийская чемпионка 2022 года и 2-кратная бронзовый призёр, 9-кратная чемпионка мира и 7-кратная призёр, 5-кратная чемпионка Европы и 3-кратная призёр, 19-кратная чемпионка Нидерландов и 7-кратная призёр. Выступает за команду Zaanlander. Занимает третье место в рейтинге Adelskalender.

## Биография
Ирен Схаутен родилась в небольшой деревне Андейк в провинции Северная Голландия. С раннего детства она вместе с братьями и сестрой помогала отцу Клаасу Схаутену, который основал компанию по выращиванию и оптово-розничной продажей тюльпанов. Однако будучи активной и подвижной от природы, она видела себя лишь на льду. Она также занималась катанием на роликах и фигурным катанием. Кататься на коньках она начала в возрасте 8-ми лет, благодаря своему брату Саймону, с которым она ходила на каток и свободное время посвящали тренировкам.
В возрасте 14 лет Ирен стала участвовать на юниорских чемпионатах Нидерландов и уже в 2008 году выиграла бронзовую медаль в многоборье и серебряную медаль в спринтерском многоборье. Первый серьёзный опыт выступления она получила в сезоне 2009/2010, когда дебютировала на Кубке мира среди юниоров и взяла три золотые медали, одну из них в забеге на 3000 м. Также впервые участвовала на чемпионате Нидерландов во взрослой категории и выиграла на дистанциях 3000 и 5000 м на юниорском чемпионате страны.
В сезоне 2010/11 Ирен дебютировала на юниорском чемпионате мира, а в сезоне 2011/2012 спортсменка перешла в коммерческую команду "Team Liga", но внезапно обнаруженные проблемы с щитовидной железой помешали ей нормально выступать. Лечение помогло, однако спортсменка на полгода выпала из тренировочного процесса и в следующем сезоне смогла только успешно выступить на юниорском чемпионате Нидерландов, где стала чемпионкой на дистанциях 1000 м и 1500 м, а также в марте победила в масс-старте в финале Кубка мира.
В сезоне 2014/15 Схаутен переключилась на масс-старт и на этапах Кубка мира в Берлине, Херенвене и Хамаре выиграла "золото" и дважды попала на подиум в Обихиро и Сеуле. Она завоевала золотую медаль в масс-старте на дебютном чемпионате мира в Херенвене. В 2015 году она присоединилась к команде Джиллерта Анемы "Cafis", (с 2018 "Team EasyJet"). В 2016 году впервые победила в масс-старте на чемпионате Нидерландов, а на чемпионате мира в Коломне завоевала "бронзу" в забеге на 5000 м. 
В сезоне 2015/16 она выиграла общий зачёт Кубка мира в масс-старте. В феврале 2018 года Ирен участвовала на своих первых зимних Олимпийских играх в Пхёнчхане только в масс-старте и завоевала бронзовую медаль. В сезоне 2018/19 завоевала две золотые медали в масс-старте на чемпионате мира в Инцелле и в финале Кубка мира в этой дисциплине.
В 2020 году одержала победу в масс-старте на чемпионате Европы в Херенвене и стала бронзовым призёром на чемпионате мира в Солт-Лейк-Сити в масс-старте. Через год на чемпионате Европы в Херенвене выиграла серебряную медаль в сумме многоборья. 
На чемпионате мира в Херенвене в марте Ирен сотворила сенсацию, выиграла в забеге на 5000 м, став первой голландской конькобежкой, выигравшей эту дистанцию. Также выиграла в командной гонке и стала бронзовым призёром на дистанции 3000 м и в масс-старте. К этим успехам она добавила золотую медаль в общем зачёте Кубка мира на дистанции 3000 м. В декабре 2021 года выиграла в забегах на 3000 м и 5000 м на олимпийском отборе и прошла квалификацию на игры 2022 года.
В сезоне 2021/22 она завоевала три золотых медали на чемпионате Нидерландов на дистанциях 3000, 5000 м и в масс-старте. В январе 2022 года на чемпионате Европы в Херенвене Ирен стала трёхкратной чемпионкой, выиграв "золото" в масс-старте и на дистанциях 3000 м и 5000 м. На XXIV зимних Олимпийских играх в феврале 2022 года в Пекине, Ирен на дистанции 3000 метров завоевала олимпийскую золотую медаль, опередив ближайшую соперницу итальянку Франческу Лоллобриджиду на 1,13 секунды. 
10 февраля 2022 года она установила олимпийский рекорд на дистанции 5000 м, став двукратной олимпийской чемпионкой 2022 года. 15 февраля Ирен вместе с партнёршами выиграла бронзовую медаль в командной гонке, а 19 февраля завоевала третью золотую медаль в масс-старте. На церемонии закрытия зимних игр Ирен была знаменосцем сборной Нидерландов.
Затем стала чемпионкой мира в сумме многоборья на чемпионате мира в Хамаре. Также в марте во второй раз стала обладателем Кубка мира на дистанции 3000 м. В сезоне 2022/23 она успешно прошла 4 этапа Кубка мира в масс-старте, выиграв три этапа и на одном стала третьей. И стала чемпионкой Нидерландов в забеге на 5000 м и в масс-старте.
В марте 2023 года на чемпионате мира на отдельных дистанциях в Херенвене выиграла серебряную медаль в забеге на 3000 м и бронзовую в масс-старте, а в последний соревновательный день 5 марта завоевала золотую медаль на дистанции 5000 м, и установив рекорд трассы со временем 6:41,25 сек. Сезон 2023/24 Ирен начала с двух побед в Кубке мира в масс-старте и 3-го места на дистанции 3000 м, следом выиграла четыре золота на чемпионате Нидерландов и ещё одну в марафоне.
В январе на чемпионате Европы в Херенвене выиграла командную гонку, стала второй в масс-старте и в забеге на 3000 м. На 5-м и 6-м этапах Кубка мира выиграла золото и серебро в забеге на 3000 м и заняла 2-е место в масс-старте. Завершила сезон уверенной победой на чемпионате мира на отдельных дистанциях в Калгари, где завоевала три золотые медали в масс-старте, на дистанции 3000 м и в командной гонке, а также выиграла серебро на дистанции 5000 м.  
В феврале 2024 года после победной финальной гонки Кубка марафона она заявила, что заканчивает карьеру спортсменки.

## Другие виды спорта
Ирен разносторонняя спортсменка и кроме конькобежного спорта участвовала в марафонском катании и выиграла пять национальных титулов Нидерландов подряд в период с 2016 по 2020 год. Она представляла Нидерланды в конькобежном спорте на роликовых коньках, завоевав золотую медаль в эстафете на 5000 метров на чемпионате мира 2012 года в Риме. Также выступала в качестве велосипедистки на национальном чемпионате Нидерландов. В 2019 году она выиграла первый этап голландского соревнования Red Bull 400, в котором участники преодолевают трамплин.

## Спортивные результаты
| Год  | Чемпионат Нидерландов на отдельных дистанциях                 | Чемпионат Нидерландов в многоборье | Чемпионат Нидерландов в спринтерском многоборье | Чемпионат Европы отдельные дистанции  | Чемпионат Европы многоборье | Чемпионат мира (многоборье) | Чемпионат мира (отдельные дистанции)           | Олимпийские игры                                        | Кубок мира                    | Чемпионат мира юниоры                      |
| ---- | ------------------------------------------------------------- | ---------------------------------- | ----------------------------------------------- | ------------------------------------- | --------------------------- | --------------------------- | ---------------------------------------------- | ------------------------------------------------------- | ----------------------------- | ------------------------------------------ |
| 2010 | 18e 3000 м                                                    |                                    |                                                 |                                       |                             |                             |                                                |                                                         |                               |                                            |
| 2011 | 17e 1000 м 4e 3000 м 6e 5000 м                                | 8e (7e, 12e, 6e, 9e)               |                                                 |                                       |                             |                             |                                                |                                                         | 50e 3000/5000 м               | 11e (15e, 12e, 14e, 9e) DQ командная гонка |
| 2012 |                                                               |                                    |                                                 |                                       |                             |                             |                                                |                                                         |                               |                                            |
| 2013 | 19e 1000 м · 8e 1500 м · 15e 3000 м · масс-старт              | NC11 (10e, 13e, 15e, -)            | 11e (17e, 10e, 15e, 9e)                         |                                       |                             |                             |                                                |                                                         | 4e масс-старт                 |                                            |
| 2014 | 20e 1000 м · 12e 1500 м · 18e 3000 м · масс-старт             | · (7e, , )                         |                                                 |                                       |                             | 6e (10e, 5e, 11e, 5e)       |                                                |                                                         | масс-старт                    |                                            |
| 2015 | 18e 1000 м · 10e 1500 м · 15e 3000 м · 9e 5000 м · масс-старт | NC11 (9e, 12e,11e, NQ )            | 14e (21e, 14e, 23e, 14e)                        |                                       |                             |                             | масс-старт                                     |                                                         | масс-старт                    |                                            |
| 2016 | 12e 1500 м · 6e 3000 м · 5000 м · масс-старт                  | NC9 (17e, 7e, 9e, -)               |                                                 |                                       |                             |                             | 5000 м · 10e масс-старт                        | 3000/5000 м · масс-старт · командная гонка              |                               |                                            |
| 2017 | 6e 3000 м · 5e 5000 м масс-старт                              |                                    |                                                 |                                       |                             |                             | 20e 3000/5000 м 4e масс-старт                  |                                                         |                               |                                            |
| 2018 | 3000 м · 4e 5000 м                                            |                                    |                                                 |                                       |                             |                             |                                                | масс-старт                                              | 8e 3000/5000 м 16e масс-старт |                                            |
| 2019 | 12e 3000 м · масс-старт                                       |                                    |                                                 |                                       |                             |                             | масс-старт                                     |                                                         | масс-старт                    |                                            |
| 2020 | 8e 1500 м · 3000 м · 5000 м · масс-старт                      |                                    |                                                 | 7e 3000 м · масс-старт                |                             |                             | 7e 3000 м · 7e 5000 м · масс-старт             | 39e 3000/5000 м · масс-старт                            |                               |                                            |
| 2021 | 6e 1500 м · 3000 м · 5000 м                                   |                                    |                                                 |                                       | · (9e, ,8e , )              |                             | 3000 м · 5000 м · командная гонка · масс-старт | 10e 1500 м · 3000/5000 м · масс-старт · командная гонка |                               |                                            |
| 2022 | 4e 1500 м · 3000 м · 5000 м · масс-старт                      |                                    |                                                 | 3000 м · масс-старт · командная гонка |                             |                             |                                                | 3000 м · 5000 м · командная гонка                       |                               |                                            |

* (500 м, 3000 м, 1500 м, 5000 м)

## Личная жизнь и семья
Ирен Схаутен с 2018 года встречалась с бизнесменом Диркьяном Маком. Они купили общий дом, познакомились с семьями друг друга и начали планировать свадьбу. К сожалению, из-за пандемии COVID-2019 торжественное мероприятие решено было отложить. 18 июня 2022 года они всё же поженились в деревне Блоккер, в доме родителей её мужа. В 2016 году мать спортсменки Иоланда перенесла инсульт, она осталась жива, но мозг получил повреждения. Она живёт в доме престарелых, где её навещают муж, дети и внук. Её брат Саймон был чемпионом Европы в командной гонке преследования в 2018 году и два сезона участвовал в этапах Кубка мира, прежде чем завершить карьеру в 2019 году. Её племянница Келли Схаутен выиграла медаль на чемпионате Европы по роликовому катанию и трёх марафонских забегах. В ноябре 2018 года Ирен приняла участие в фотосъёмке для журнала FHM. Она заключила контракт с компанией "toyota" в качестве посла специальной Олимпиады. В феврале 2022 года был показан фильм о Ирен и её семье "Жизнь не всегда связана с тюльпанами".

## Награды
- 2019 год - названа фигуристкой года в марафоне сезона 2018/19 Королевской ассоциацией конькобежцев Нидерландов [KNSB]
- 2022 год - названа спортсменкой года 2022 года на ежегодном спортивном гала-концерте в Амстердаме[22]